# Zeus capensis
Espèce
Statut de conservation UICN

 LC  : Préoccupation mineure
La Dorée du Cap de Bonne-Espérance (Zeus capensis), également connue sous le nom de saint-pierre du Cap, est une espèce de poissons marins subtropicaux du genre Zeus, décrit en 1835 par Cuvier et Valenciennes.

## Habitat

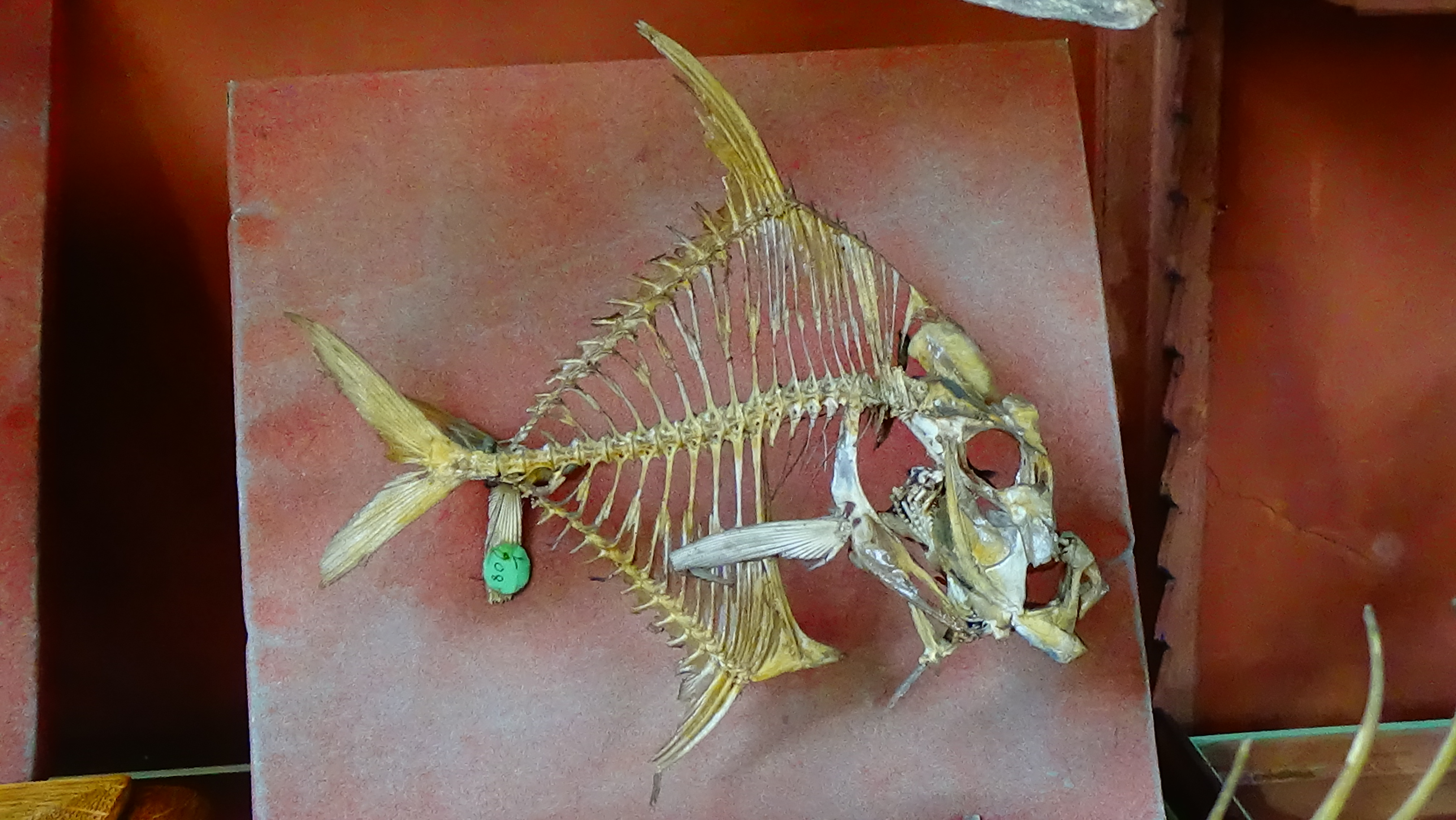
Zeus capensis - squelette MNHN, Paris

La Dorée du Cap de Bonne-Espérance est une espèce démersale qui se rencontre sur les côtes sud de l'Afrique, de la Namibie au Mozambique, à des profondeurs comprises entre 35 et 200 mètres. Elle vit près du fond ou entre deux eaux.

## Description
La Dorée du Cap de Bonne-Espérance se distingue du saint-pierre commun par ses boucliers épineux garnissant les épines dorsales, dont la taille est plus petite que ceux du saint-pierre commun. Ces boucliers sont au nombre de neuf à onze, et leurs épines sont simples, petites et inclinées vers l'arrière, alors qu'elles sont fourchues chez la dorée commune. Les boucliers ventraux, qui forment une double carène, ne sont pas épineux, mais munis d'arêtes obtuses. Le poisson possède 4 épines anales, elles aussi plus petites que celles de la dorée commune, ainsi que 22 à 24 rayons mous dorsaux, et 20 à 22 rayons mous anaux. Sa longueur est comprise entre soixante et quatre-vingt-dix centimètres. Le poisson est gris-argenté, avec des taches sombres mal définies. Les branchiospines sont rudimentaires,.

## Écologie
La Dorée du Cap de Bonne-Espérance se nourrit de poissons, de céphalopodes et de crustacés. C'est une espèce commerciale appréciée, vendue fraîche ou congelée. Sa vulnérabilité est considérée comme modérée à élevée.  Une infection par un nouveau parasite sanguin, Desseria zei, a été détectée, en 2005, chez ces poissons.